# Asceua kunming
Asceua kunming là một loài nhện trong họ Zodariidae.
Loài này thuộc chi Asceua. Asceua kunming được Da-xiang Song & Joo-Pil Kim miêu tả năm 1997.